# Imatge seqüenciada
Una imatge seqüenciada és el conjunt d'imatges estàtiques o en moviment col·locades una a continuació de l'altre a través d'un fil conductor que les guia i uneix. Tota acció es desenvolupa en un determinat temps i espai, i és aquesta unió espaciotemporal la que, finalment, condueix al moviment. Si els esdeveniments es presenten desorganitzats, perden el seu significat, mentre que si s'organitzen en forma de seqüència, al relacionar-se, resulten comprensibles.

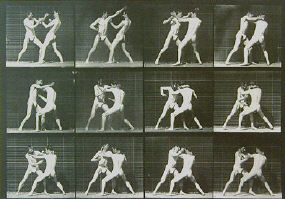
Exemple d'imatge seqüenciada per Eadweard Muybridge

Per a entendre l'esctructura d'una pel·lícula o d'una simfonia, s'han de captar com a un tot. L'obra ha de romandre en la consciència de manera simultània per a poder comprendre el seu desenvolupament i la relació entre les seves parts amb coherència. El mateix passa amb les imatges seqüenciades.

## Antecedents
Els primers intents d'imatge seqüenciada sorgiren per l'afany de trencar amb l'estabilitat que les marcava, introduint el factor temps i aportant, per tant, un nou valor narratiu als objectes artístics. Entre aquests primers intents destaca la pintura egipcia i l'art decoratiu mesopotàmic, ambdós subjectes a un fort sentit narratiu reforzat per inscripcions.
Un estat més avançat d'aquest tipus d'imatges les escultures seqüencials. Els artistes grecs i romans solien fer servir frisos i gerros com a mitjans per a explicar històries. La Columna de Trajà a Roma, completada l'any 113 DC, és un exemple d'una narració que ha sobreviscut i que s'explica per mitjà d'imatges seqüenciades.
D'aquest mateix caràcter són els retaules, en què eren representades escenes religioses i que varen protagonitzar gran part de l'art gòtic, renaixentista i barroc.
Tot això ens porta fins al vinyetatge de les actuals historietes, encara que totes comparteixen el mateix fonament: proporcionar al receptor un conjunt d'imatges seriades que representen fets esdevinguts en temps diferents.

## Imatges seqüenciades fixes

### El còmic

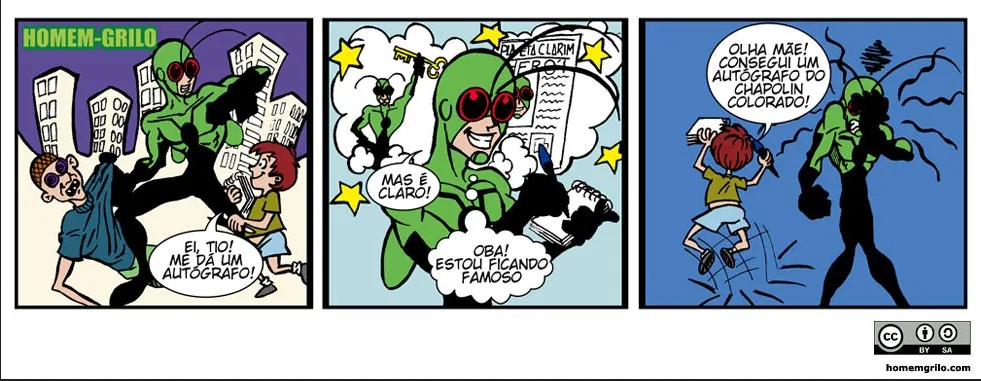
Exemple de còmic

A un còmic, una seqüència es crea quan dos o més vinyetes s'articulen per a significar una acció. Aquestes, però, no la segueixen fidelment. En comptes, mostren només alguns moments significatius, eliminant rebundàncies i temps morts. Sobre la base d'aquestes vinyetes que representen moments discontinus, el lector restitueix la continuïtat de la narració.
La historieta no té moviment físic, però ho suggereix; és el lector qui li dona moviment i continuïtat en la seva imaginació.
Per fer tot això, el còmic presenta una sèrie d'elements que cal tenir en compte en la creació d'una sola vinyeta que, conjuntament amb d'altres, constituiran un tot coherent: el continent, el contingut, els plans, el punt de vista o angulació, els codis cinètics, el contingut verbal, els cartuxos, els globus, la composició i el muntatge.

### Fotografia seqüenciada
La seqüència fotogràfica ha estat utilitzada per a expressar el transcurs del temps mitjançant una sèrie d'instantànies seguides o tretes a la llarga d'un període més dilatat. Un exemple és el desenvolupament de la construcció de la Torre Eiffel.
La fotografia seqüencial s'ha fet servir molt en l'art conceptual. Un concepte complex pot expressar-se amb un missatge, però millor encara amb una seqüència.

### Manipulació de diapositives
Una projecció de diapositives ha d'estar meticulosament preparada per tal de captar l'atenció dels receptors.
Normalment es realitzen mitjançant un projector que mostra les imatges. Aquest procés implica la successió de les diapositives mitjançant un tall que, de manera inevitable, fa que aparegui una pantalla en negre entre una diapositiva i una altra. Per tal de mantenir un orde lògic, la composició ha d'estar cuidada. L'atenció de l'espectador s'ha de centrar en el punt de major interès per aconseguir una successió lògica, fent que cada diapositiva estigui relacionada amb les adjacents. Els comentaris de qui presenta seran el fil conductor que, acompanyat de les imatges seqüenciades, que són les diapositives, explicaran coherentment un fet, tret o qualsevol tema d'interès.

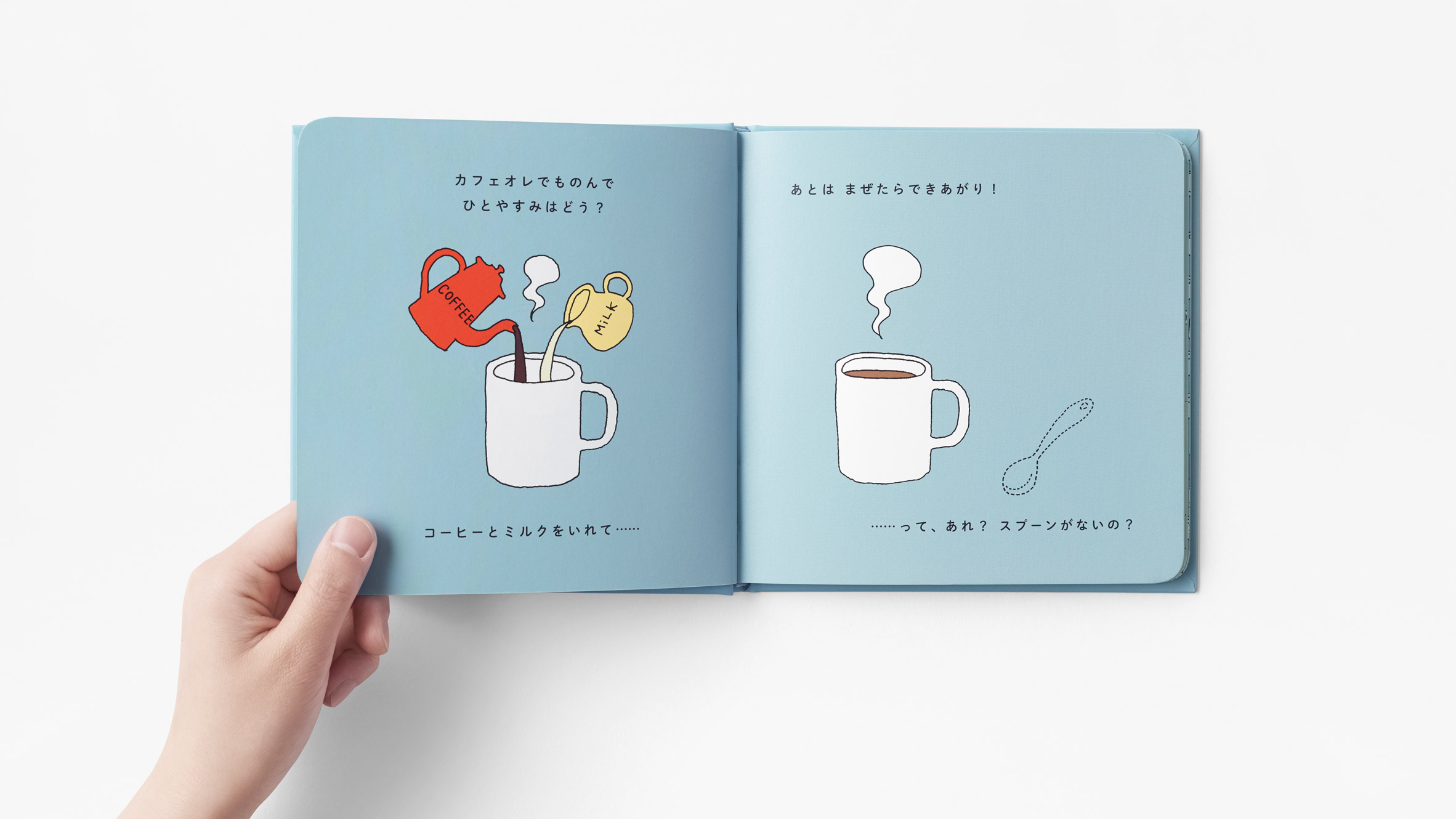
Exemple d'àlbum il·lustrat de la companyia japonesa Nendo

### L'àlbum il·lustrat
En tots els contes es produeixen fets, canvis i golps escénics. En alguns, aquest món ve tan sols relatat, mentre que en altres acompanyen a la història una sèrie d'il·lustracions. Aquest són els anomenats àlbums il·lustrats. Les obres estan caracteritzades, en primer lloc, per la unió en una mateixa pàgina d'un contingut textual i un contingut il·lustrat que mantenen una relació d'interdependència. D'aquesta manera, un no pot ser entès totalment sense l'altre; tots dos es complementen, aportant connexió, coherència i contingut a l'obra literària.

## Imatges seqüenciades mòbils

### Cinematografia
La cinematografia és la forma d'expressió més característica del segle XX. Ha influït en fets socials i polítics, en les ciències i en les arts. La seva qualitat fonamental és la combinació d'imatges i moviments que es sintetitzen en l'anomenat muntatge.
Una pel·lícula està constituïda per una sèrie de fotogrames, que són l'element plàstic d'un film i la seva unitat bàsica. Un altre element és el pla. Un conjunt de plans combinats amb una unitat d'acció i, de vegades, de temps i espai, donen lloc a una seqüència. La combinació de plans i seqüències determinen el ritme de l'obra.
A més, per fer successives aquestes imatges seqüencials, són de gran importància els moviments de càmera i la variació del focal d'aquesta.
El muntatge és l'operació mitjançant la qual s'uneixen els trossos de pel·lícula filmada amb l'eventual sincronització de la banda de so. L'objectiu més important és mantenir la continuïtat narrativa, fent que l'espectador no es perdi en cap moment, sigui una pel·lícula melodramàtica o una pel·lícula d'acció. Al passar d'una imatge a una altra, el muntador de cinema s'enfronta a dos problemes quan inserieix escenes relatives a diferents punts de temps o espai: ha de conservar la identitat a través dels salts i garantir que els elements diferents es vegin com a tals. Existeixen diverses tècniques transitives per fer aquest canvi d'una imatge a una altra: fosa, l'iris, la "cortinilla", l'smash cut i el tall invisible, com a principals.

### Dibuixos animats
Els dibuixos animats són films realitzats amb un procediment tècnic especial que permet dotar la projecció d'una perfecta sensació de moviment a dibuixos. Aquest treball s'efectua gràcies a un aparell que permet establir la senyalització fotograma per fotograma. Actualment, aquest encara és un terreny obert, degut sobre tot a la capacitat creixent dels ordinadors.
Les regles per fer pel·lícules de dibuixos són les mateixes que les aplicades a pel·lícules d'acció real. El principal objectiu és mantenir la continuïtat del relat mitjançant una adequada ordenació de les imatges per tal que siguin seqüenciades.
Les estructures de muntatge de les escenes són semblants a les emprades al cinema, amb la diferència que pel que fa a donar sensació d'acció, els dibuixos han de recórrer a exageracions, deformacions i a l'ús de línies corbes per infondre vida als personatges.

### Televisió
A la televisió en directe, l'operador de càmera diposa de poc temps per a seleccionar els plans i enquadar-los. Per aquest motiu, ha de tenir un sentit de composició instintiu per tal de mantenir aquesta transmissió coherent.
Una de les millors formes de composició en la imatge és la triangular, posant el centre d'interès al vèrtex. Un exemple és un primer pla en què es vegin les espatlles d'una persona. També és important la distribució de la llum i el color, i la perspectiva.